# Tesjovo
Tesjovo (bulgariska: Тешово) är ett distrikt i Bulgarien.   Det ligger i kommunen Obsjtina Chadzjidimovo och regionen Blagoevgrad, i den sydvästra delen av landet, 140 km söder om huvudstaden Sofia.
Trakten runt Tesjovo består i huvudsak av gräsmarker. Runt Tesjovo är det ganska glesbefolkat, med 29 invånare per kvadratkilometer.